# SUPT4H1
전사 신장 인자 SPT4(Transcription elongation factor SPT4)는 인간에서 SUPT4H1 유전자에 의해 암호화되는 단백질이다.